# Nikolaj Kostylev
Nikolaj Grigor'evič Kostylev (in russo Николай Григорьевич Костылев?; Varvarovka, 4 marzo 1931 – Vicebsk, 7 novembre 1993) è stato un sollevatore sovietico campione mondiale ed europeo che gareggiò nella categoria dei pesi leggeri (fino a 67,5 kg.).

## Biografia
Cresciuto sportivamente tra le città di Egor'evsk e Smolensk, Nikolaj Kostylev cominciò ad affermarsi come uno dei migliori sollevatori sovietici della sua categoria e, nonostante la forte concorrenza interna, fu convocato ai Campionati mondiali ed europei di Monaco di Baviera 1955, dove si impose con 382,5 kg. nel totale di tre prove, battendo l'egiziano Khalifa Said Gouda (365 kg.) ed il birmano Nil Tun Maung (355 kg.).
L'anno seguente vinse la medaglia d'oro ai Campionati europei di Helsinki con 377,5 kg. nel totale, precedendo l'austriaco Josef Tauchner (357,5 kg.) e l'italiano Luciano De Genova (347,5 kg.).
Dopo quest'ultima vittoria, Kostylev non riuscì più a qualificarsi ad altre grandi manifestazioni internazionali.
Nonostante avesse vinto un titolo mondiale e due titoli europei, non riuscì mai a vincere un titolo nazionale sovietico.
Dopo il suo ritiro dall'attività agonistica, essendosi nel frattempo laureato all'Istituto statale di cultura fisica di Smolensk, Kostylev diventò allenatore di sollevamento pesi a Vicebsk presso la scuola sportiva della società Spartak.
Nel corso della sua carriera di sollevatore realizzò otto record mondiali, di cui sette nella prova di strappo ed uno nel totale di tre prove.
Morì a Vicebsk il 7 novembre 1993 e fu sepolto nel locale cimitero di Mazurynskija.
Nella stessa città si tengono annualmente competizioni locali di sollevamento pesi in memoria di Nikolaj Grigor'evič Kostylev.